# Elis
Pour l'article concernant la ville grecque, voir Élis. Pour l'entreprise de services, voir Elis (entreprise).
Elís est un groupe liechtensteinois de metal gothique, originaire de Vaduz, actif entre 2001 et 2012. Formé en 2001 sous le nom d'Erben der Schöpfung, ils sortent leur premier album intitulé Twilight. Un single (Elis) est tiré de cet album. Il s'ensuit une pause musicale après le départ d’Oliver Falk (qui était au clavier) et une séparation en 2002. Le groupe revient sous le nom d'Elís et sort l'album God's Silence, Devil's Temptation. L'album est produit par Alexander Krull, membre d'autres groupes de metal tels que Atrocity ou Leaves' Eyes. Ils sortent un nouvel album en 2004 : Dark Clouds in a Perfect Sky, toujours produit par Alexander Krull. Ils enchaîneront ensuite avec une tournée pour promouvoir ce nouvel opus.
Le groupe sort trois albums avec leur première chanteuse, dont le dernier, Griefshire est un album-concept. En juillet 2006, la chanteuse Sabine Dünser décède d'une hémorragie cérébrale à l'âge de 29 ans. Elis décide de sortir Catharsis qui suit la veine de son prédécesseur avec Sandra Schleret comme nouvelle chanteuse.
Le groupe se sépare temporairement en 2012 après le départ de leur troisième chanteuse Simone Christinat. Cependant, un mois plus tard, le groupe a commencé à chercher une remplaçante à Christinat et la recherche a réussi. Elis s'est depuis dissous pour former un nouveau groupe appelé Zirkonium, avec la chanteuse suisse Kathrin Schlumpf comme chanteuse principale.

## Histoire

### God's Silence, Devil's Temptaion

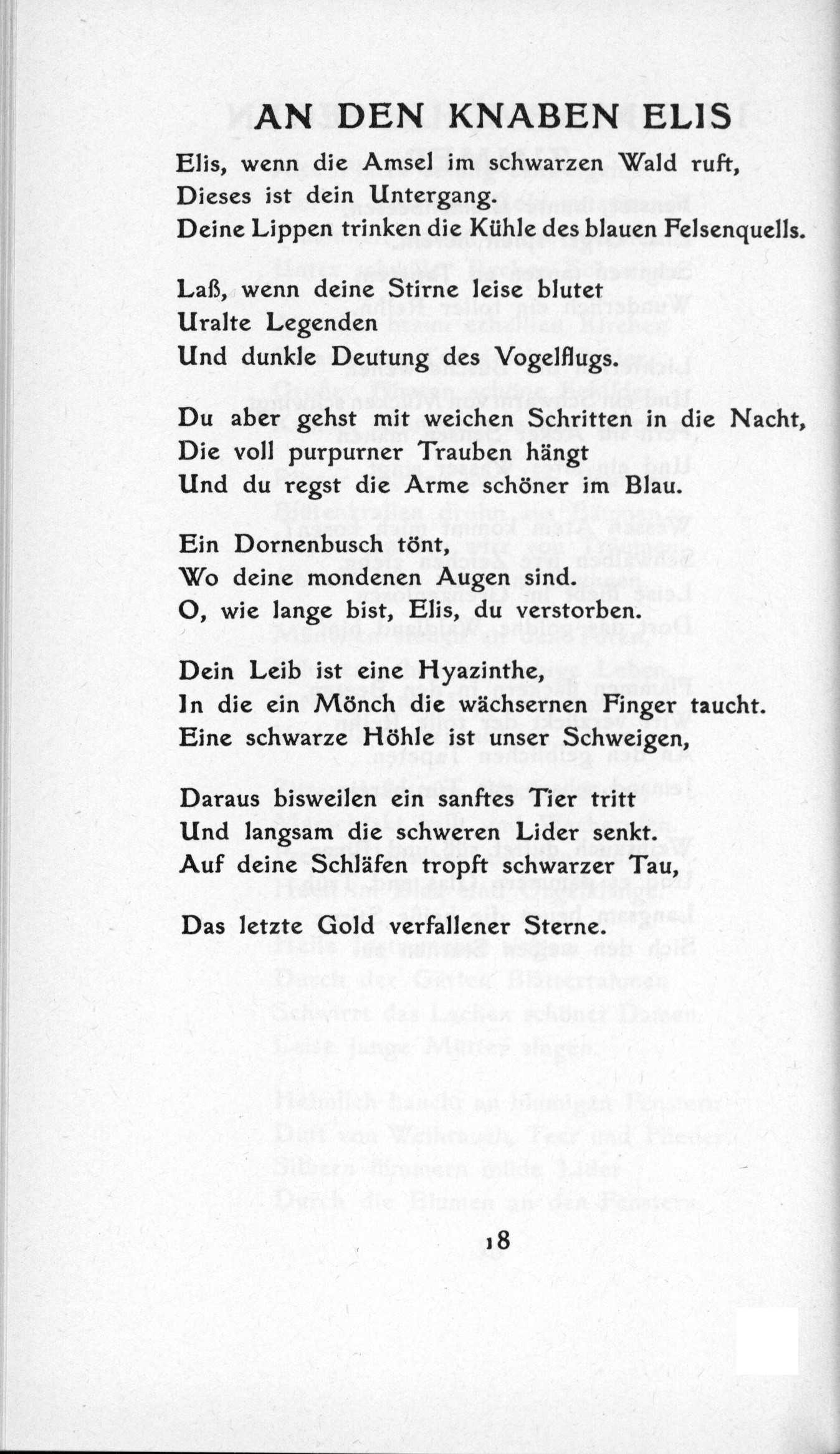
Le groupe tire son nom du poème An Den Knaben Elis de Georg Trakl.

Elis commence sa carrière sous le nom d'Erben der Schöpfung' en 2000. En 2001, il réalise leur premier single Elis qui marque leur debut et sera suivi par l'album Twilight. Le groupe apparait en concert au Wave-Gotik-Treffen de Leipzig, et à entre autres, conservé un positionnement favorable sur les DAC-Charts et est resté bien représenté dans la presse de la scène gothique. Le magazine allemand Orkus, présente Erben der Schöpfung comme groupe numéro un du mois dans la catégorie des groupes apparaissant. Ce choix a ensuite été plus que confirmé par le lectorat des publications, qui a prolongé l'honneur en choisissant le groupe comme nouveau venu de 2001. Le groupe se sépare en 2002 après le départ d’Oliver Falk. Il se reforme alors sous le nom d'Elis à la suite du poème de Georg Trakl nommé An Den Knaben Elis.
Produit au Mastersound Studio par Alexander Krull (Atrocity, Leaves' Eyes), sort leur première album God’s Silence, Devil’s Temptation qui sort simultanément chez Napalm Records avec la réédition de Twilight, le premier album d'Erben der Schöpfung en 2001.
Peu de temps après la sortie de leur premier album, Elis concentre son énergie sur l'écriture de nouveaux morceaux pour leur deuxième opus. Entre l'écriture et les enregistrements des chansons, ils trouvèrent le temps de tourner en Europe en tant que tête d'affiche avec les autres groupes du label Eisheilig et The Vision Bleak. La tournée les a emmenés en Allemagne, en Suisse et en Belgique. God Silence, Devil's Temptation est inspiré par les travaux de Trakl, tout en s'appuyant sur l'expérience acquise avec Erben Der Schopfung, la formation nouvellement créée enregistre immédiatement l'album God's Silence, Devil's Temptaion. En janvier 2004, le CD God's Silence, Devil's Temptaion arrive n ° 1 dans les charts de The Gothicworld.de. Le même succès qu'a fait le single For Such A Long Time,.

### Dark Clouds in a Perfect Sky

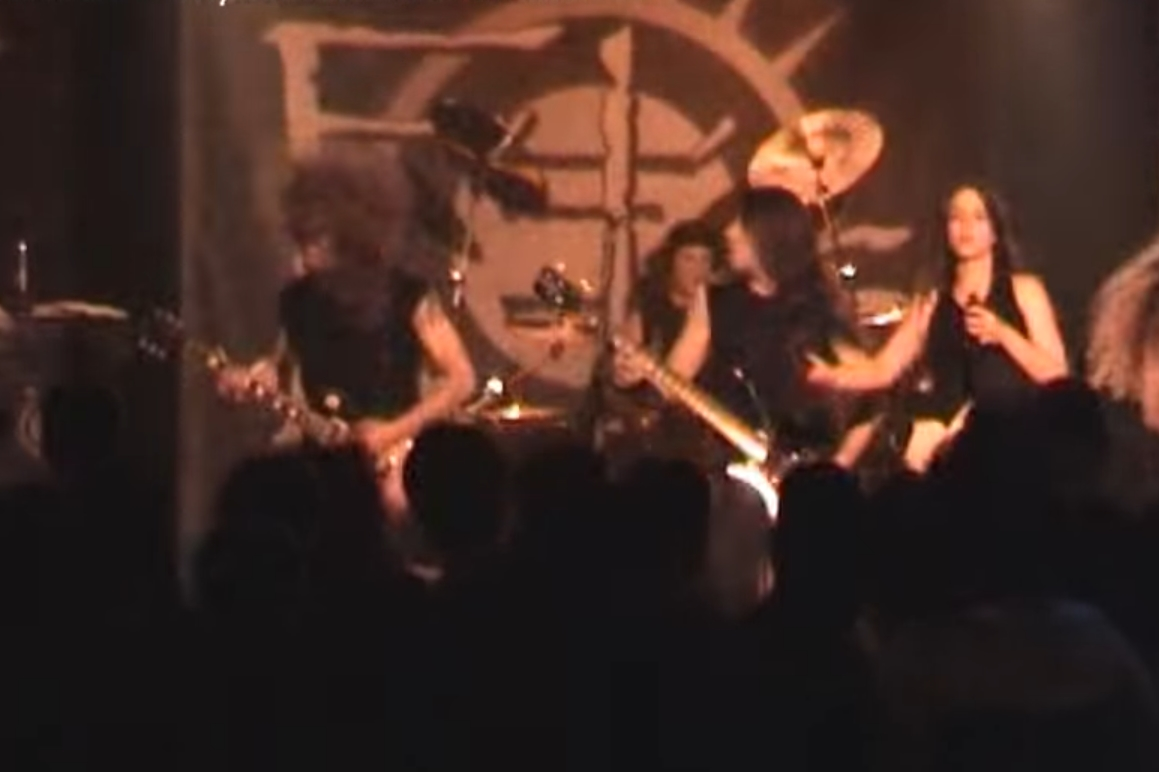
Elis lors d'un concert en 2005.

En mars 2004, ils retournent au studio, sous la direction du manager et producteur du groupe Alexander Krull, pour enregistrer les douze nouveaux morceaux présentés sur leur deuxième album. Sorti en octobre 2004, Dark Clouds in a Perfect Sky, montre une maturation du son du groupe. Un clip vidéo est tourné pour l'ouverture de l'album, Der Letzte Tag, a également été inclus avec la sortie. Ce deuxième album a provoqué une association évidente avec les meilleures œuvres de Within Temptation ou The Gathering.
Le Dark Clouds Tours a lieu en avril 2005. Elis joue en Allemagne, en Autriche et en Belgique, avec le soutien de Visions of Atlantis et Lyriel. Le groupe offre un aperçu des nouveaux morceaux lors de performances en festival comme au Wave-Gotik-Treffen et au M'era Luna Festival. De nouvelles opportunités pour les fans de découvrir le nouvel album en direct étaient prévues pour octobre, alors que le groupe entamait une tournée européenne avec Atrocity, Leaves' Eyes et Battlelore. Cette tournée se termine par une performance au Metal Female Voices Fest 3. Ce concert n'était pas seulement le dernier de cette petite tournée, c'était aussi le dernier concert avec le guitariste Jürgen « BigJ » Broger, qui quitte le groupe peu de temps après. Elis est également apparu dans une émission de télévision allemande, et la vidéo est apparue dans le programme de la chaîne «Hell's Kitchen» Viva!

### Griefshireet nouvelle chanteuse

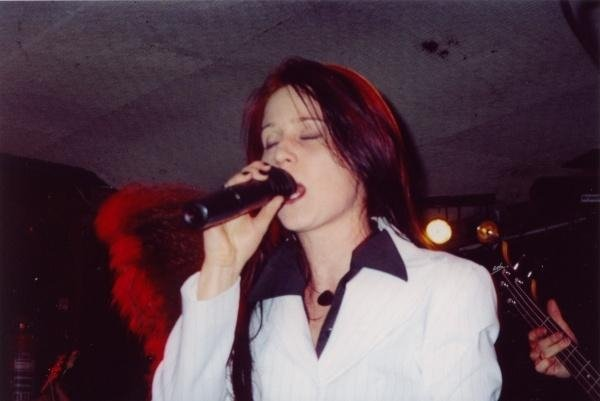
Sabine Dünser décède d'une hémorragie cérébrale avant la sortie de Griefshire.

La troisième sortie d'Elis, un album-concept intitulé Griefshire, devait sortir entre fin 2006 et début 2007. Le groupe voulait terminer une tournée avec Leaves' Eyes et Atrocity, mais, malheureusement, le samedi 8 juillet 2006, la chanteuse Sabine Dünser décède d'une hémorragie cérébrale à l'âge de 29 ans. Une annonce est publiée un jour plus tard sur le site officiel du groupe déclarant que l'album Griefshire serait publié en la mémoire de Sabine. Une nouvelle annonce en septembre annonce que le groupe continuerait leur activité musicale avec une nouvelle chanteuse. À peine quatre mois plus tard, le 24 novembre 2006 en Europe et le 16 janvier 2007, sort leur dernier album en date, Griefshire. Le décès de Sabine en avait interrompu la production. Les quatre autres membres du groupe ont décidé de l'achever en sa mémoire ; ils disent qu'elle considairait cet album comme étant son « bébé ». Le 28 décembre 2006, le groupe présente leur nouvelle chanteuse, Sandra Schleret une autrichienne ayant joué dans des groupes comme Dreams of Sanity, Siegfrid, Soulslide, Eyes of Eden, et comme invité sur quelques albums de Samael. En avril 2007, le groupe annonce jouer en soutien à ASP en novembre de la même année.
Après, ils commencent une tournée qui les emmènent pour la première fois au Mexique (en tant qu’invitées vedettes pour le Festival Oscuro en août 2007). Le groupe participe aussi au  Beauty and the Beast Festival tour , une tournée européenne conjointe avec les groupes Leaves' Eyes, Atrocity, Sirenia et Stream of Passion, qui a lieu du 13 au 28 novembre 2009 en République tchèque, en Hongrie, en Allemagne, en France, en Belgique, aux Pays-Bas, en Suisse et au Luxembourg .
Afin de montrer comment la voix de Sandra rendra sur le prochain album studio, le groupe sort le Maxi-CD  Show Me The Way le 2 novembre 2007 en Europe et le 6 novembre 2007 aux États-Unis, avec Sandra Schleret sur le deux nouvelles versions de la chanson Show Me The Way , accompagné d’un clip vidéo, ainsi que trois pistes hors album des sessions d'enregistrement de Griefshire, toujours avec la voix de Sabine Dünser.

### Catharsiset départ de Sandra Schleret
En 2008, le groupe poste sur son site web officiel qu'ils travailleraient sur leur quatrième album studio. En septembre 2008, ils partent au studio German Mastersound avec leur producteur Alexander Krull et enregistrent une chanson de l'album avec Michelle Darkness (End of Green). Le groupe donne quelques concerts avant d'entrer en studio pour enregistrer le nouvel album. Le 22 novembre 2008, une annonce déclare que le nom du nouvel album serait Catharsis, un titre cher à Sandra Schleret en raison des maladies qu'elle a traversées peu de temps avant de rejoindre Elis. L'album serait une suite à Griefshire. Catharsis sort le 27 novembre 2009 chez Napalm Records. Les critiques pour la publication étaient mitigées mais positives.
En mai 2011, sur leur site web, Elis annonce que Sandra Schleret avait pris la décision de quitter le groupe. Le lendemain, le groupe poste que les membres restants « avaient accepté de faire un nouvel essai, mais en prenant un nouveau départ ». Sandra est remplacée par Simone Christinat en juin 2011.

### Départ de Simone et nouveaux projet
Dans le courant de l'année 2011, la chanteuse Simone Christinat (Legenda Aurea) rejoint le groupe et ils annoncent un futur album. Cependant, selon leur déclaration sur leur site officiel, Simone Christinat aurait décidé de quitter le groupe en février 2012 pour cause de stress intense qu'elle ne pouvait plus gérer. Deux semaines plus tard, ils postent une nouvelle annonce déclarant qu'ils mettent fin à Elis et qu’ils cherchaient une nouvelle chanteuse pour un nouveau projet nommé Zirkonium. Il est annoncé que la recherche avait réussi et de nouveaux morceux étaient en cours de d’écriture. L'identité de la nouvelle chanteuse n'a cependant pas été révélée. Le groupe se sépare le 24 février 2012.

## Style musical
Le style musical d'Elis est très particulier comme metal gothique. Les influences de leur son proviennent à la fois du metal symphonique, et du doom metal, comme clairement défini sur leurs sorties: les chansons incluent la plupart du temps une partie orchestrale et Death grunts en même temps, ce qui rend l'identification difficile du genre du groupe.
Les paroles sont un autre élément important de la musique d'Elis. Contrairement à de nombreux autres groupes de metal gothique, dont les paroles sont fortement influencées par la littérature, l'amour et la mort, les paroles d'Elis sont principalement tirées de la vie et des expériences, ainsi que de l'enfance (en particulier sur l'album Griefshire). La plupart des paroles des chansons sont écrites en anglais, avec deux ou trois chansons en allemand par album studio et, avant la mort de Sabine Dünser, elle était souvent la principale auteur-compositeur. Les seules exceptions sont (jusqu'à présent) Heaven and Hell, une reprise de Black Sabbath ; I Come Undone, une reprise de Jennifer Rush ; et Ballade et In Einem Verlassenen Zimmer, dont les paroles sont entièrement extraites de poèmes portant les mêmes noms du poète autrichien Georg Trakl.

## Membres

### Derniers membres
- Tom Saxer - basse, chant (2001-2012)
- Pete Streit - guitare (2001-2012)
- Christian Gruber - guitare (2005-2012)
- Max Mäscher - batterie (2005-2012)

### Anciens membres
- Sabine Dünser - chant (2001-2006†)
- Jürgen Broger - guitare (2001-2005)
- Franky Koller - batterie (2001-2004)
- Rene Marx - batterie (2004)
- Oliver Falk - clavier (2001)
- Sandra Schleret - chant (2006-2011)
- Simone Christinat - chant (2011-2012)

## Discographie
- 2001 : Twilight (sous le nom de Erben der Schöpfung)
- 2003 : God's Silence, Devil's Temptation
- 2004 : Dark Clouds in a Perfect Sky
- 2006 : Griefshire
- 2009 : Catharsis